# 廣告專用頻道
在台灣，俗稱的購物頻道（如：東森購物台、MOMO購物台、ViVa TV……），是指電視頻道內容完全在推銷商品，有別於一般的電視節目，正確用語應為「廣告專用頻道」。

## 定義
- 衛星廣播電視法第19條第1項規定：「節目應維持完整性，並與廣告區分。」同法第23條第1項規定：「廣告時間不得超過每一節目播送總時間六分之一。」及同法第24條規定：「服務經營者得設立廣告專用頻道，不受前條第1項規定限制。」
- 有線廣播電視法第45條第2項規定：「廣告時間不得超過每一節目播送總時間六分之一。」及同法第47條第1項規定：「系統經營者得設立廣告專用頻道，不受第45條第2項之限制。」
- 綜上，依現行法令規定，僅直播衛星廣播電視服務經營者（俗稱“小耳朵”）及有線廣播電視系統經營者（俗稱“第四台”）得設立廣告專用頻道。
- 考量頻道管理事權之合適性與有效性，刻正進行之衛星廣播電視法修法作業已將廣告專用頻道歸類為頻道事業，未來可能核發衛星廣播電視節目供應者執照予以規範管理。

## 主管機關
- 依國家通訊傳播委員會組織法第2條：「自本會成立之日起，通訊傳播相關法規，包括電信法、廣播電視法、有線廣播電視法及衛星廣播電視法，涉及本會職掌，其職權原屬交通部、行政院新聞局、交通部電信總局者，主管機關均變更為本會。其他法規涉及本會職掌者，亦同。」是以，自2006年2月22日國家通訊傳播委員會正式成立時，廣告專用頻道之主管機關即由行政院新聞局改為國家通訊傳播委員會。
- 承上，廣告專用頻道之主管機關雖為國家通訊傳播委員會，但因目前於有線電視系統播送之廣告專用頻道並未如其他頻道一樣取得國家通訊傳播委員會核發之衛星廣播電視事業執照，該業者卻皆持有行政院新聞局依廣播電視節目供應事業管理規則核發之廣播電視節目供應事業許可，且行政院新聞局曾以2006年10月24日新廣輔字第0950014028號函明確表示：「就現行廣播電視法第3條及國家通訊傳播委員會組織法第2條規定觀之，廣播電視節目供應事業之主管機關確屬本局，並無疑義；本局依法對於廣播電視節目供應事業進行裁處，自無違反行政程序法規定之疑慮。」
- 有線廣播電視系統經營者依有線廣播電視法第47條第1項規定設置之廣告專用頻道，為系統經營者依其實際規劃，與託播業者（即所謂的電視購物頻道業者）締約後，以營運計畫變更方式申請許可播送，並於取得許可後於系統平臺播送；由於該類頻道屬有線廣播電視系統經營者之自製頻道，故該類頻道播出內容如有違法情節，則由系統所屬地方政府依有線廣播電視法節目與廣告管理相關規定核處各有線廣播電視系統經營者。

## 國家通訊傳播委員會重要准駁案
- 國家通訊傳播委員會第一屆委員為有效管理非無線非衛星頻道（非以無線及衛星轉頻器傳送訊號者），基於通訊傳播基本法第16條第2項之授權，曾於2008年間短暫開放廣告專用頻道申請衛星廣播電視事業執照（富邦momo1台、富邦momo2台及富邦momo3台即依2008年4月10日通傳營字第09741022540號函釋，於2008年6月30日取得許可）。惟國家通訊傳播委員會第二屆委員為避免逾越法律，爰針對其中之電視購物頻道作成免申請衛星廣播電視事業執照之決議，另以2008年12月26日通傳營字第09741085900號函釋補充說明。
- 富邦媒體科技雖於2008年6月30日取得富邦momo1台、富邦momo2台及富邦momo3台等頻道之經營許可，惟因廣告專用頻道不在衛星廣播電視節目供應者容許之列，國家通訊傳播委員會於2008年底即不再受理申請。除富邦momo台外，其餘廣告專用頻道均未取得國家通訊傳播委員會核發之衛星廣播電視事業執照，致造成廣告專用頻道管理之差異。為避免遭受不平等對待，富邦媒體科技股份有限公司遂於2009年7月30日申請廢止並繳回富邦momo1台、富邦momo2台及富邦momo3台等3個頻道執照，並經國家通訊傳播委員會2009年8月12日通傳營字第09800334710號廢止許可及註銷執照在案。